# Régine Cavagnoud
Régine Cavagnoud (Thônes, 27 giugno 1970 – Innsbruck, 31 ottobre 2001) è stata una sciatrice alpina francese.
Specialista delle prove veloci, ma in grado di vincere anche nello slalom gigante, fu una delle protagoniste del Circo bianco nel periodo compreso tra la fine degli anni 1990 e gli inizi del decennio successivo, conquistando complessivamente nove vittorie in Coppa del Mondo e una Coppa di specialità in supergigante nel 2001. La sciatrice raggiunse l'apice della carriera con la vittoria della medaglia d'oro nel supergigante ai Mondiali dello stesso anno disputati a Sankt Anton am Arlberg.

## Biografia

### Stagioni 1987-1998
Originaria di La Clusaz, Régine Cavagnoud esordì in campo internazionale ai Mondiali juniores di Hemsedal/Sälen 1987, piazzandosi 7ª nella discesa libera e 6ª nello slalom gigante. In Coppa del Mondo ottenne il primo risultato di rilievo il 22 dicembre 1990 a Morzine, classificandosi 15ª in combinata. Nella stagione successiva esordì ai Campionati mondiali, a Saalbach-Hinterglemm 1991 (12ª nel supergigante, 6ª nella combinata), e l'anno dopo ai Giochi olimpici invernali, ad Albertville 1992 (17ª nella discesa libera, 26ª nel supergigante, 10ª nella combinata).
Nel 1993 partecipò ai Mondiali di Morioka (11ª nella discesa libera, 15ª nel supergigante) e ottenne il primo podio in Coppa del Mondo: 2ª nella discesa libera di Veysonnaz del 27 febbraio. L'anno seguente, ai XVII Giochi olimpici invernali di Lillehammer 1994, fu 26ª nella discesa libera, 11ª nel supergigante e 18ª nello slalom gigante. Dopo aver preso parte ai Mondiali della Sierra Nevada del 1996 e a quelli di Sestriere 1997, piazzandosi in entrambi i casi 26ª nella discesa libera e, rispettivamente, 25ª e 21ª nel supergigante, ai XVIII Giochi olimpici invernali di Nagano 1998, sua ultima presenza olimpica, fu 7ª nella discesa libera, 16ª nel supergigante.

### Stagioni 1999-2001
Il 21 gennaio 1999 salì per la prima volta sul gradino più alto del podio, nella discesa libera di Coppa del Mondo sull'Olimpia delle Tofane di Cortina d'Ampezzo. Nella stagione 2000-2001 raggiunse l'apice della carriera: in Coppa del Mondo ottenne nove podi (tre le vittorie tra le quali l'ultima della sua carriera, il 20 gennaio ancora a Cortina d'Ampezzo in discesa libera) e conquistò la Coppa del Mondo di supergigante con 111 punti di vantaggio di Renate Götschl; ai Mondiali di Sankt Anton am Arlberg, sua ultima presenza iridata, vinse la medaglia d'oro nel supergigante e si classificò 12ª nella discesa libera e 17ª nello slalom gigante.
Proprio nell'autunno dell'anno che l'aveva consacrata tra le più forti sciatrici del periodo, dopo aver conquistato un ultimo podio in Coppa del Mondo il 27 ottobre a Sölden in slalom gigante (3ª), incorse in un gravissimo incidente nella località austriaca di Pitztal, scontrandosi durante un allenamento con il tecnico tedesco Markus Anwander che si trovava lungo il tracciato. Nonostante i soccorsi, morì il 31 ottobre a Innsbruck.

## Palmarès

### Mondiali
- 1 medaglia:
  - 1 oro (supergigante a Sankt Anton am Arlberg 2001)

### Coppa del Mondo
- Miglior piazzamento in classifica generale: 3ª nel 2000 e nel 2001
- Vincitrice della Coppa del Mondo di supergigante nel 2001
- 24 podi (8 in discesa libera, 13 in supergigante, 3 in slalom gigante):
  - 8 vittorie (3 in discesa libera, 4 in supergigante, 1 in slalom gigante)
  - 6 secondi posti (3 in discesa libera, 3 in supergigante)
  - 9 terzi posti (2 in discesa libera, 5 in supergigante, 2 in slalom gigante)

#### Coppa del Mondo - vittorie
| Data             | Località          | Paese       | Specialità |
| ---------------- | ----------------- | ----------- | ---------- |
| 21 gennaio 1999  | Cortina d'Ampezzo | Italia      | DH         |
| 23 gennaio 1999  | Cortina d'Ampezzo | Italia      | SG         |
| 19 novembre 1999 | Copper Mountain   | Stati Uniti | GS         |
| 22 gennaio 2000  | Cortina d'Ampezzo | Italia      | DH         |
| 15 marzo 2000    | Bormio            | Italia      | DH         |
| 6 dicembre 2000  | Val-d'Isère       | Francia     | SG         |
| 13 gennaio 2001  | Haus              | Austria     | SG         |
| 20 gennaio 2001  | Cortina d'Ampezzo | Italia      | SG         |

Legenda:

DH = discesa libera

SG = supergigante

GS = slalom gigante

### Campionati francesi
- 15 medaglie (dati parziali fino alla stagione 1994-1995)[4]:
  - 8 ori (combinata[senza fonte] nel 1989; discesa libera[senza fonte] nel 1991; supergigante[senza fonte] nel 1993; discesa libera nel 1995; supergigante, slalom gigante nel 1996; discesa libera nel 1997; slalom gigante nel 2001)
  - 5 argenti (supergigante nel 1995; discesa libera nel 1996; slalom gigante nel 1997; supergigante, slalom gigante nel 1998)
  - 2 bronzi (discesa libera nel 1998; slalom gigante nel 2000)